# 정승원 (가수)
정승원(1988년 8월 18일 ~ )은 대한민국의 가수다. 2011년 디지털 싱글 앨범 [Stay the night]로 데뷔했다.

## 방송
- 보이스 코리아 (시즌 1) (2012) - Top16

## 음반
- Stay The Night (2011)
- 보이스 코리아 Part 2 (2012)
- 보이스 코리아 Part 4 (2012)
- 다섯손가락 OST Part.3 (2012)
- 다섯손가락 OST (2012)